# Česká Liga Amerického Fotbalu 2020
La Česká Liga Amerického Fotbalu 2020, detta anche Paddock Liga 2020 per ragioni di sponsorizzazione, è la 27ª edizione del campionato di football americano di primo livello, organizzato dalla ČAAF.
Il 18 marzo è stato annunciato il rinvio del campionato a causa della pandemia di COVID-19 del 2019-2021.
La stagione è stata avviata nel mese di agosto, con i Prague Lions sostituiti dai Prague Mustangs.
Dopo una sospensione avvenuta il 13 ottobre, il 26 dello stesso mese il campionato è stato definitivamente annullato.

## Squadre partecipanti
| Club                  | Città          | Stadio | Sponsor ufficiale | Risultato nella stagione 2019 |
| --------------------- | -------------- | ------ | ----------------- | ----------------------------- |
| Brno Alligators       | Brno           |        |                   |                               |
| Brno Sigrs            | Brno           |        |                   |                               |
| Ostrava Steelers      | Ostrava        |        | Aquaponik         |                               |
| Přerov Mammoths       | Přerov         |        |                   |                               |
| Pilsen Patriots       | Plzeň          |        |                   |                               |
| Prague Lions          | Praga          |        |                   |                               |
| Prague Mustangs       | Praga          |        |                   |                               |
| Ústí nad Labem Blades | Ústí nad Labem |        |                   |                               |
| Vysočina Gladiators   | Chotěboř       |        |                   |                               |

## Stagione regolare

### Calendario

#### Organizzazione pre-pandemia

##### 1ª giornata
| Žižkov 29 marzo 2020, ore 15:00 | Prague Lions | – referto | Vysočina Gladiators | Stadion FK Viktoria Žižkov |

##### 2ª giornata
| Plzeň 4 aprile 2020, ore 14:00 | Pilsen Patriots | – referto | Ústí nad Labem Blades | Bolevec |

| Přerov 5 aprile 2020, ore 14:00 | Přerov Mammoths | – referto | Brno Alligators | TJ Spartak |

| Ostrava 5 aprile 2020, ore 15:00 | Ostrava Steelers | – referto | Brno Sigrs | Poruba |

##### 3ª giornata
| Brno 11 aprile 2020, ore 15:00 | Brno Alligators | – referto | Pilsen Patriots | Sportovní areá Ondreje Sekory |

| Přerov 12 aprile 2020, ore 14:00 | Přerov Mammoths | – referto | Ostrava Steelers | TJ Spartak |

| Brno 12 aprile 2020, ore 14:00 | Brno Sigrs | – referto | Prague Lions | Sportovní areá Ondreje Sekory |

| Ústí nad Labem 12 aprile 2020, ore 15:00 | Ústí nad Labem Blades | – referto | Vysočina Gladiators | Olšinky |

##### 4ª giornata
| Brno 18 aprile 2020, ore 15:00 | Brno Alligators | – referto | Ostrava Steelers | Sportovní areá Ondreje Sekory |

| Brno 19 aprile 2020, ore 14:00 | Brno Sigrs | – referto | Přerov Mammoths | Sportovní areá Ondreje Sekory |

| Jihlava 19 aprile 2020, ore 16:00 | Vysočina Gladiators | – referto | Pilsen Patriots | Stadion v Jiráskově ulici |

##### Recuperi 1
| Bystřany 26 aprile 2020, ore 16:00 | Ústí nad Labem Blades | – referto | Prague Lions |  |

##### 5ª giornata
| 3 maggio 2020, ore 14:00 | Prague Lions | – referto | Ústí nad Labem Blades |  |

| Plzeň 3 maggio 2020, ore 14:00 | Pilsen Patriots | – referto | Přerov Mammoths | Bolevec |

| Brno 3 maggio 2020, ore 15:00 | Brno Sigrs | – referto | Brno Alligators | Sportovní areá Ondreje Sekory |

| Ostrava 3 maggio 2020, ore 15:00 | Ostrava Steelers | – referto | Vysočina Gladiators | Poruba |

##### 6ª giornata
| Plzeň 9 maggio 2020, ore 14:00 | Pilsen Patriots | – referto | Prague Lions | Bolevec |

| Přerov 10 maggio 2020, ore 15:00 | Přerov Mammoths | – referto | Vysočina Gladiators | TJ Spartak |

| Ústí nad Labem 10 maggio 2020, ore 14:00 | Ústí nad Labem Blades | – referto | Brno Sigrs | Olšinky |

| Žižkov 10 maggio 2020, ore 15:00 | Prague Lions | – referto | Brno Alligators | Stadion FK Viktoria Žižkov |

##### 7ª giornata
| Brno 17 maggio 2020, ore 15:00 | Brno Alligators | – referto | Brno Sigrs | Sportovní areá Ondreje Sekory |

| Ostrava 17 maggio 2020, ore 15:00 | Ostrava Steelers | – referto | Přerov Mammoths | Poruba |

| Valdice 17 maggio 2020, ore 16:00 | Prague Lions | – referto | Pilsen Patriots |  |

| Jihlava 17 maggio 2020, ore 16:00 | Vysočina Gladiators | – referto | Ústí nad Labem Blades | Stadion v Jiráskově ulici |

##### 8ª giornata
| Plzeň 23 maggio 2020, ore 14:00 | Pilsen Patriots | – referto | Vysočina Gladiators | Bolevec |

| Brno 24 maggio 2020, ore 15:00 | Brno Alligators | – referto | Ústí nad Labem Blades | Sportovní areá Ondreje Sekory |

| Přerov 24 maggio 2020, ore 14:00 | Přerov Mammoths | – referto | Brno Sigrs | TJ Spartak |

| Ostrava 23 maggio 2020, ore 15:00 | Ostrava Steelers | – referto | Prague Lions | Poruba |

##### 9ª giornata
| Brno 30 maggio 2020, ore 15:00 | Brno Sigrs | – referto | Ostrava Steelers | Sportovní areá Ondreje Sekory |

| Ústí nad Labem 31 maggio 2020, ore 15:00 | Ústí nad Labem Blades | – referto | Pilsen Patriots | Stadio Městský |

| Žižkov 31 maggio 2020, ore 15:00 | Prague Lions | – referto | Přerov Mammoths | Stadion FK Viktoria Žižkov |

| Jihlava 31 maggio 2020, ore 16:00 | Vysočina Gladiators | – referto | Brno Alligators | Stadion v Jiráskově ulici |

##### 10ª giornata
| Plzeň 13 giugno 2020, ore 14:00 | Pilsen Patriots | – referto | Prague Lions | Bolevec |

| Ostrava 13 giugno 2020, ore 15:00 | Ostrava Steelers | – referto | Brno Alligators | Poruba |

| Jihlava 13 giugno 2020, ore 19:30 | Vysočina Gladiators | – referto | Brno Sigrs | Stadion v Jiráskově ulici |

| Přerov 14 giugno 2020, ore 14:00 | Přerov Mammoths | – referto | Ústí nad Labem Blades | TJ Spartak |

##### 11ª giornata
| Brno 20 giugno 2020, ore 15:00 | Brno Sigrs | – referto | Pilsen Patriots | Sportovní areá Ondreje Sekory |

| Ústí nad Labem 21 giugno 2020, ore 16:00 | Ústí nad Labem Blades | – referto | Ostrava Steelers | Olšinky |

| Brno 21 giugno 2020, ore 13:00 | Brno Alligators | – referto | Přerov Mammoths | Sportovní areá Ondreje Sekory |

| Jihlava 21 giugno 2020, ore 16:00 | Vysočina Gladiators | – referto | Prague Lions | Stadion v Jiráskově ulici |

#### Organizzazione post-pandemia

##### 1ª giornata
| Plzeň 15 agosto 2020, ore 14:00 | Pilsen Patriots | 41 – 21 (21-0 14-0 6-7 0-14) referto | Prague Mustangs | Bolevec (237 spett.)\| Arbitro: \| Pachulski \| |
| Arbitro:                        | Pachulski       |                                      |                 |                                                 |

| Brno 15 agosto 2020, ore 15:00 | Brno Alligators | 7 – 26 (7-6 0-6 0-0 0-14) referto | Brno Sigrs | Sportovní areá Ondreje Sekory (487 spett.)\| Arbitro: \| Frehar \| |
| Arbitro:                       | Frehar          |                                   |            |                                                                    |

| Jihlava 16 agosto 2020, ore 16:00 | Vysočina Gladiators | 37 – 0 (0-0 16-0 14-0 7-0) referto | Ústí nad Labem Blades | Stadion v Jiráskově ulici (689 spett.)\| Arbitro: \| Hameder \| |
| Arbitro:                          | Hameder             |                                    |                       |                                                                 |

| Přerov 16 agosto 2020, ore 16:10 | Přerov Mammoths | 25 – 22 (6-0 7-7 12-7 0-8) referto | Ostrava Steelers | TJ Spartak (920 spett.)\| Arbitro: \| Frehar \| |
| Arbitro:                         | Frehar          |                                    |                  |                                                 |

##### 2ª giornata
| Brněnské Ivanovice 22 agosto 2020, ore 18:00 | Brno Sigrs | 20 – 0 (6-0 14-0 0-0 0-0) referto | Přerov Mammoths | (320 spett.)\| Arbitro: \| Tuinenburg \| |
| Arbitro:                                     | Tuinenburg |                                   |                 |                                          |

| Ústí nad Labem 23 agosto 2020, ore 15:00 | Ústí nad Labem Blades | 21 – 0 (7-0 6-0 8-0 0-0) referto | Pilsen Patriots | Olšinky (630 spett.)\| Arbitro: \| Pachulski \| |
| Arbitro:                                 | Pachulski             |                                  |                 |                                                 |

| Ostrava 23 agosto 2020, ore 15:00 | Ostrava Steelers | 45 – 6 (0-0 13-0 16-0 16-6) referto | Brno Alligators | Poruba (390 spett.)\| Arbitro: \| Frehar \| |
| Arbitro:                          | Frehar           |                                     |                 |                                             |

| Praga 23 agosto 2020, ore 16:00 | Prague Mustangs | 6 – 69 (0-14 6-27 0-14 0-14) referto | Vysočina Gladiators | Hostivař (562 spett.)\| Arbitro: \| Gazdík \| |
| Arbitro:                        | Gazdík          |                                      |                     |                                               |

##### 3ª giornata
| Plzeň 29 agosto 2020, ore 14:00 | Pilsen Patriots | 28 – 44 (6-6 0-7 7-21 15-10) referto | Vysočina Gladiators | Bolevec (150 spett.)\| Arbitro: \| Kriesman \| |
| Arbitro:                        | Kriesman        |                                      |                     |                                                |

| Brno 29 agosto 2020, ore 15:00 | Brno Alligators | 17 – 60 (0-26 0-14 14-0 3-20) referto | Ostrava Steelers | Sportovní areá Ondreje Sekory (199 spett.)\| Arbitro: \| Gazdík \| |
| Arbitro:                       | Gazdík          |                                       |                  |                                                                    |

| Praga 29 agosto 2020, ore 16:00 | Prague Mustangs | 6 – 42 (0-0 0-21 6-14 0-7) referto | Ústí nad Labem Blades | Hostivař (264 spett.)\| Arbitro: \| Malý \| |
| Arbitro:                        | Malý            |                                    |                       |                                             |

| Přerov 30 agosto 2020, ore 14:00 | Přerov Mammoths | 0 – 43 (0-8 0-7 0-21 0-7) referto | Brno Sigrs | TJ Spartak (860 spett.)\| Arbitro: \| Frehar \| |
| Arbitro:                         | Frehar          |                                   |            |                                                 |

##### 4ª giornata
| Plzeň 5 settembre 2020, ore 14:00 | Pilsen Patriots | 20 – 40 (0-6 7-6 7-14 6-14) referto | Ostrava Steelers | Bolevec (110 spett.)\| Arbitro: \| Kriesman \| |
| Arbitro:                          | Kriesman        |                                     |                  |                                                |

| Jihlava 6 settembre 2020, ore 16:00 | Vysočina Gladiators | 42 – 20 (21-0 14-14 0-0 7-6) referto | Brno Sigrs | Stadion v Jiráskově ulici (861 spett.)\| Arbitro: \| Gazdík \| |
| Arbitro:                            | Gazdík              |                                      |            |                                                                |

| Praga 6 settembre 2020, ore 16:00 | Prague Mustangs | 15 – 41 (0-7 8-14 0-10 7-10) referto | Brno Alligators | Hostivař (520 spett.)\| Arbitro: \| Hameder \| |
| Arbitro:                          | Hameder         |                                      |                 |                                                |

| Ústí nad Labem 6 settembre 2020, ore 17:00 | Ústí nad Labem Blades | 35 – 14 (0-7 6-0 9-0 20-7) referto | Přerov Mammoths | Stadio Městský (796 spett.)\| Arbitro: \| Pachulski \| |
| Arbitro:                                   | Pachulski             |                                    |                 |                                                        |

##### 5ª giornata
| Plzeň 19 settembre 2020, ore 14:00 | Pilsen Patriots | 6 – 49 (0-14 6-14 0-21 0-0) referto | Ústí nad Labem Blades | Bolevec (110 spett.)\| Arbitro: \| Pachulski \| |
| Arbitro:                           | Pachulski       |                                     |                       |                                                 |

| Ostrava 20 settembre 2020, ore 15:00 | Ostrava Steelers | 55 – 13 (14-0 14-0 14-13 13-0) referto | Přerov Mammoths | Poruba (363 spett.)\| Arbitro: \| Kriesman \| |
| Arbitro:                             | Kriesman         |                                        |                 |                                               |

| Jihlava 20 settembre 2020, ore 16:00 | Vysočina Gladiators | 40 – 0 (7-0 7-0 13-0 13-0) referto | Prague Mustangs | Stadion v Jiráskově ulici (652 spett.)\| Arbitro: \| Rybář \| |
| Arbitro:                             | Rybář               |                                    |                 |                                                               |

| Brněnské Ivanovice 20 settembre 2020, ore 17:00 | Brno Sigrs | 35 – 10 (14-3 7-0 14-0 0-7) referto | Brno Alligators | (350 spett.)\| Arbitro: \| Gazdík \| |
| Arbitro:                                        | Gazdík     |                                     |                 |                                      |

##### 6ª giornata
| Brno 26 settembre 2020, ore 15:00 | Brno Alligators | 20 – 7 (0-7 12-0 0-0 8-0) referto | Přerov Mammoths | Sportovní areá Ondreje Sekory (63 spett.)\| Arbitro: \| Dvořáček \| |
| Arbitro:                          | Dvořáček        |                                   |                 |                                                                     |

| Ústí nad Labem 27 settembre 2020, ore 15:00 | Ústí nad Labem Blades | 0 – 27 (0-6 0-7 0-7 0-7) referto | Vysočina Gladiators | Stadio Městský (50 spett.)\| Arbitro: \| Pachulski \| |
| Arbitro:                                    | Pachulski             |                                  |                     |                                                       |

| Ostrava 27 settembre 2020, ore 15:00 | Ostrava Steelers | 0 – 7 (0-7 0-0 0-0 0-0) referto | Brno Sigrs | Poruba (30 spett.)\| Arbitro: \| Frehar \| |
| Arbitro:                             | Frehar           |                                 |            |                                            |

| Praga 28 settembre 2020, ore 15:00 | Prague Mustangs | – () referto | Pilsen Patriots | Hostivař |

##### 7ª giornata
| Rajhradice 3 ottobre 2020, ore 15:00 | Brno Sigrs | – () referto | Pilsen Patriots |  |

| Přerov 4 ottobre 2020, ore 14:00 | Přerov Mammoths | 42 – 7 (7-0 28-0 0-7 7-0) referto | Prague Mustangs | TJ Spartak (320 spett.)\| Arbitro: \| Rybář \| |
| Arbitro:                         | Rybář           |                                   |                 |                                                |

| Brno 4 ottobre 2020, ore 15:00 | Brno Alligators | 12 – 17 (0-7 0-3 7-0 5-7) referto | Ústí nad Labem Blades | Sportovní areá Ondreje Sekory (66 spett.)\| Arbitro: \| Dvořáček \| |
| Arbitro:                       | Dvořáček        |                                   |                       |                                                                     |

| Ostrava 4 ottobre 2020, ore 15:00 | Ostrava Steelers | 6 – 35 (0-0 0-21 0-7 6-7) referto | Vysočina Gladiators | Poruba (180 spett.)\| Arbitro: \| Frehar \| |
| Arbitro:                          | Frehar           |                                   |                     |                                             |

##### 8ª giornata
| Rajhradice 10 ottobre 2020, ore 15:00 | Brno Sigrs | 40 – 16 (12-2 14-0 6-7 8-7) referto | Ostrava Steelers | (0 spett.)\| Arbitro: \| Hameder \| |
| Arbitro:                              | Hameder    |                                     |                  |                                     |

| Přerov 11 ottobre 2020, ore 14:00 | Přerov Mammoths | 28 – 31 (6-14 8-0 14-0 0-17) referto | Brno Alligators | TJ Spartak (0 spett.)\| Arbitro: \| Rybář \| |
| Arbitro:                          | Rybář           |                                      |                 |                                              |

| Ústí nad Labem 11 ottobre 2020, ore 15:00 | Ústí nad Labem Blades | – () referto | Prague Mustangs | Olšinky |

| Jihlava 11 ottobre 2020, ore 16:00 | Vysočina Gladiators | 35 – 0 (a tavolino) referto | Pilsen Patriots | Stadion v Jiráskově ulici |

### Classifiche
Le classifiche della regular season sono le seguenti:
- PCT = percentuale di vittorie, G = partite giocate, V = partite vinte,  P = partite perse, PF = punti fatti, PS = punti subiti

#### Girone Ovest
| Pos. | Squadra               | PCT   | G | V | N | P | PF  | PS  |
| ---- | --------------------- | ----- | - | - | - | - | --- | --- |
| 1    | Vysočina Gladiators   | 1.000 | 8 | 8 | 0 | 0 | 294 | 60  |
| 2    | Ústí nad Labem Blades | .714  | 7 | 5 | 0 | 2 | 155 | 100 |
| 3    | Pilsen Patriots       | .167  | 6 | 1 | 0 | 5 | 95  | 202 |
| 4    | Prague Mustangs       | .000  | 6 | 0 | 0 | 6 | 55  | 241 |

#### Girone Est
| Pos. | Squadra          | PCT  | G | V | N | P | PF  | PS  |
| ---- | ---------------- | ---- | - | - | - | - | --- | --- |
| 1    | Brno Sigrs       | .857 | 7 | 6 | 0 | 1 | 183 | 75  |
| 2    | Ostrava Steelers | .500 | 8 | 4 | 0 | 4 | 225 | 163 |
| 3    | Brno Alligators  | .375 | 8 | 3 | 0 | 5 | 144 | 221 |
| 4    | Přerov Mammoths  | .250 | 8 | 2 | 0 | 6 | 129 | 218 |

## Playoff

### Tabellone
|  | Semifinali | Semifinali            | Semifinali |  |  | XXVII Czech Bowl | XXVII Czech Bowl | XXVII Czech Bowl |  |
|  |            |                       |            |  |  |                  |                  |                  |  |
|  | 1O         | Vysočina Gladiators   |            |  |  |                  |                  |                  |  |
|  | 1O         | Vysočina Gladiators   |            |  |  |                  |                  |                  |  |
|  | 2E         | Ostrava Steelers      |            |  |  |                  |                  |                  |  |
|  | 2E         | Ostrava Steelers      | TBD        |  |  |                  |                  |                  |  |
|  |            |                       |            |  |  |                  |                  |                  |  |
|  |            |                       | TBD        |  |  |                  |                  |                  |  |
|  | 1E         | Brno Sigrs            |            |  |  |                  |                  |                  |  |
|  | 1E         | Brno Sigrs            |            |  |  |                  |                  |                  |  |
|  | 2O         | Ústí nad Labem Blades |            |  |  |                  |                  |                  |  |

### Semifinali
| Brněnské Ivanovice 24 ottobre 2020, ore 14:00 | Brno Sigrs | – referto | Ústí nad Labem Blades |  |

| Jihlava 25 ottobre 2020, ore 16:00 | Vysočina Gladiators | – referto | Ostrava Steelers | Stadion v Jiráskově ulici |

### XXVII Czech Bowl
| 2020 | TBD | – referto | TBD |  |

## Marcatori
Classifica aggiornata all'8ª giornata.

| Giocatore    | Sq.                   | TD rush | TD recv | TD int | TD p.ret | TD k.ret | TD oth | Xp1 | Xp2 | FG | Saf | Totale |
| ------------ | --------------------- | ------- | ------- | ------ | -------- | -------- | ------ | --- | --- | -- | --- | ------ |
| Dvorský      | Ostrava Steelers      | 14      | 0       | 0      | 0        | 0        | 0      | 0   | 1   | 0  | 0   | 86     |
| Dunovský     | Vysočina Gladiators   | 9       | 4       | 0      | 0        | 0        | 0      | 0   | 0   | 0  | 0   | 78     |
| Kilian       | Brno Alligators       | 12      | 0       | 0      | 0        | 0        | 0      | 0   | 1   | 0  | 0   | 74     |
| Beran        | Vysočina Gladiators   | 0       | 10      | 0      | 0        | 0        | 0      | 0   | 0   | 0  | 0   | 60     |
| Šimečka      | Ostrava Steelers      | 0       | 5       | 0      | 0        | 0        | 0      | 19  | 0   | 0  | 0   | 49     |
| Jenšík       | Ústí nad Labem Blades | 8       | 0       | 0      | 0        | 0        | 0      | 0   | 0   | 0  | 0   | 48     |
| Imr          | Ústí nad Labem Blades | 5       | 2       | 0      | 0        | 0        | 0      | 0   | 1   | 0  | 0   | 44     |
| Březina      | Ostrava Steelers      | 7       | 0       | 0      | 0        | 0        | 0      | 0   | 0   | 0  | 0   | 42     |
| Čermák       | Vysočina Gladiators   | 0       | 6       | 0      | 0        | 0        | 0      | 4   | 0   | 0  | 0   | 40     |
| 2 giocatori  | 36                    |         |         |        |          |          |        |     |     |    |     |        |
| Mašlanka     | Brno Sigrs            | 0       | 5       | 0      | 0        | 0        | 0      | 0   | 2   | 0  | 0   | 34     |
| Nestr        | Brno Alligators       | 0       | 0       | 0      | 0        | 0        | 0      | 13  | 0   | 6  | 0   | 31     |
| 5 giocatori  | 30                    |         |         |        |          |          |        |     |     |    |     |        |
| 2 giocatori  | 24                    |         |         |        |          |          |        |     |     |    |     |        |
| 6 giocatori  | 18                    |         |         |        |          |          |        |     |     |    |     |        |
| Vojtěchovský | Pilsen Patriots       | 0       | 1       | 0      | 0        | 0        | 0      | 9   | 1   | 0  | 0   | 17     |
| Chmela       | Ostrava Steelers      | 0       | 2       | 0      | 0        | 0        | 0      | 0   | 2   | 0  | 0   | 16     |
| 8 giocatori  | 12                    |         |         |        |          |          |        |     |     |    |     |        |
| Ulica        | Přerov Mammoths       | 0       | 0       | 0      | 0        | 0        | 0      | 10  | 0   | 0  | 0   | 10     |
| Školoudík    | Přerov Mammoths       | 0       | 1       | 0      | 0        | 0        | 0      | 1   | 1   | 0  | 0   | 9      |
| 2 giocatori  | 8                     |         |         |        |          |          |        |     |     |    |     |        |
| 28 giocatori | 6                     |         |         |        |          |          |        |     |     |    |     |        |
| 9 giocatori  | 2                     |         |         |        |          |          |        |     |     |    |     |        |

- Miglior marcatore della stagione: Dvorský ( Ostrava Steelers), 86

## Passer rating
Classifica aggiornata all'8ª giornata.

La classifica tiene in considerazione soltanto i quarterback con almeno 10 lanci effettuati.
| Giocatore | Sq.                   | G | Att | Comp | Int | Yds  | TD | NFL    | NCAA   |
| --------- | --------------------- | - | --- | ---- | --- | ---- | -- | ------ | ------ |
| Bradley   | Vysočina Gladiators   | 7 | 223 | 130  | 1   | 1598 | 24 | 114,53 | 153,11 |
| Redding   | Pilsen Patriots       | 5 | 126 | 71   | 4   | 924  | 10 | 92,82  | 137,79 |
| Webster   | Brno Sigrs            | 7 | 239 | 122  | 3   | 1650 | 21 | 97,45  | 135,52 |
| Fadini    | Ostrava Steelers      | 5 | 127 | 67   | 6   | 888  | 10 | 81,74  | 128,03 |
| Fortelný  | Brno Alligators       | 7 | 112 | 63   | 7   | 607  | 4  | 57,40  | 101,06 |
| Stoklásek | Přerov Mammoths       | 8 | 168 | 73   | 11  | 778  | 9  | 72,97  | 98,84  |
| Bláha     | Ústí nad Labem Blades | 7 | 119 | 54   | 3   | 639  | 4  | 62,97  | 96,53  |
| Erneker   | Prague Mustangs       | 6 | 129 | 59   | 5   | 619  | 3  | 51,79  | 85,97  |
| Stepanik  | Ostrava Steelers      | 3 | 55  | 29   | 2   | 216  | 1  | 53,30  | 84,44  |
| Hawes     | Prague Mustangs       | 2 | 11  | 5    | 1   | 65   | 0  | 26,70  | 76,91  |
| Arce      | Brno Alligators       | 6 | 58  | 32   | 7   | 312  | 0  | 30,89  | 76,22  |

- Miglior QB della stagione: Bradley ( Vysočina Gladiators), 153,11